# Peter Tollmann
Peter Tollmann (* 10. November 1900 in Zülpich; † 18. Dezember 1967) war ein deutscher Politiker (Zentrum, CDU).

## Leben und Beruf
Nach dem Besuch der Volksschule schlossen sich eine Ausbildung und Gesellenjahre an. Aufbauend auf gymnasialem Privatunterricht besuchte er ein Lehrerseminar und legte die Lehrerprüfung ab. Anschließend studierte er am berufspädagogischen Institut Köln und an der philosophischen Fakultät der Universität Köln, um 1925 das Gewerbelehrerexamen abzulegen. Er war dann an Berufsschulen tätig.

## Partei
Tollmann war ursprünglich Mitglied des Zentrums. Am 24. März 1958 trat er nach einer Koalitionskrise der SPD/FDP/Zentrum-Regierung in Nordrhein-Westfalen gemeinsam mit Jakob Ballensiefen, Ignaz Lünenborg, Eberhard Nickel, Heinrich Warczak und Josef Weber zur CDU über. Er war in zahlreichen Gremien des Zentrums aktiv.

## Abgeordneter
Vom 16. Juli 1947 bis zum 12. Juli 1958, vom 5. Juni 1962 bis zum 20. Juli 1962 und vom 28. Oktober 1965 bis zum 23. Juli 1966 war Tollmann Mitglied des Landtags des Landes Nordrhein-Westfalen. Er rückte stets über die Landesliste seiner Partei in den Landtag ein. Er war Mitglied im Rat der Stadt Wuppertal.